# Astragalus ahmed-adlii
Astragalus ahmed-adlii es una especie de planta del género Astragalus, de la familia de las leguminosas, orden Fabales.
Fue descrita científicamente por Bornm. & Gauba.